# Miklós Németh (ciclista)
Miklós Németh (15 de abril de 1910, data de morte desconhecida) foi um ciclista húngaro que competiu no ciclismo nos Jogos Olímpicos de Verão de 1936, representando a Hungria.